# Карой (Карагандинская область)
Карой (каз. Қараой) — село в Нуринском районе Карагандинской области Казахстана. Административный центр и единственный населённый пункт Каройского сельского округа. Код КАТО — 355255100.

## Население
В 1999 году население села составляло 687 человек (348 мужчин и 339 женщин). По данным переписи 2009 года, в селе проживало 586 человек (295 мужчин и 291 женщина).